# 张从训 (唐朝)
张从训（?—?），唐朝后期岭南西道节度使。
唐朝在邕州（今广西壮族自治区南宁市）设立岭南西道节度使。唐僖宗中和初年，张从训官至邕州刺史、岭南西道节度使。中和二年（882年），邕州军队发生叛乱，节度使张从训被乱军赶走。乱军让以前的容管经略使崔焯做岭南西道节度使。